# Martinus Dorpius
Martinus Dorpius (latinisering van Maarten van Dorp) (Naaldwijk, circa 1485 - Leuven, 31 mei 1525) was een Nederlands humanist en theoloog. Hij was hoogleraar aan de Universiteit van Leuven.

## Levensloop

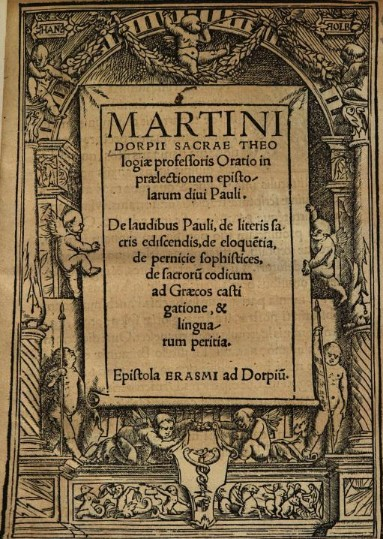
Titelblad van Oratio in praelectionem epistolarum diui Pauli (Antwerpen, 1519)

Van Dorp kwam in 1501 naar de Leuvense universiteit en ging er studeren. Hij kreeg er les van onder anderen Johannes Despauterius en genoot de bescherming van Meinard Man, de abt van Egmond. Tijdens het verblijf van Desiderius Erasmus in Leuven (1502-1504) raakte deze bevriend met Van Dorp.
In 1504 werd hij Meester in de Kunsten en beheerste daardoor de Latijnse grammatica, de retorica, de dialectica en de musica. Van Dorp verlatiniseerde zijn naam zoals zovele humanisten tot Martinus Dorpius.
Dorpius begon er les in Latijn te geven aan het humanistische college De Lelie en studeerde verder in de theologie. Vanaf 1508 gaf hij er eveneens les in filosofie. Dorpius begon toneelgedichten te schrijven die in 1509 werden opgevoerd en in 1513 werden gepubliceerd. Hij behoorde daarmee tot de eerste neolatijnse dramadichters in de Nederlanden. Dorpius bleef corresponderen met Erasmus, vooral naar aanleiding van de publicatie van Lof der zotheid dat hij verdedigde.
In 1514 behaalde Dorpius het doctoraat in de theologie en begon te doceren aan de universiteit. Al spoedig ondervond Dorpius in zijn persoon en zijn werk een groeiende spanning tussen het humanisme en de theologie. Hij nam ten opzichte van de problematiek van zijn tijd een wispelturige houding aan. Eerst was hij een tegenstander van de door Erasmus ontworpen methode voor de studie van het Griekse Nieuwe Testament en vroeg hij aan zijn vriend om het niet te publiceren. Uiteindelijk draaide hij bij en erkende hij toch de uitzonderlijke waarde ervan. Hierdoor kwam Dorpius in moeilijkheden aan zijn faculteit en zijn benoeming tot gewoon hoogleraar werd uitgesteld. Hij trachtte de faculteit terug voor zich te winnen door te wijzen op de tekortkomingen in het werk van Erasmus. In 1519 werd de bekoelde vriendschap tussen Dorpius en Erasmus terug hersteld en werd Dorpius benoemd.
Dorpius stond bekend als Luthersgezind. In zijn Apologia verdedigde hij zijn bezwaren tegen de veroordeling van Maarten Luther in 1521. In 1523 werd Dorpius rector magnificus van de universiteit, maar hij stierf reeds enkele jaren later in 1525.
Erasmus zorgde voor het grafschift, en Juan Luis Vives schreef dichtwerken te zijner ere die in 1528 werden gepubliceerd.

## Werken
- Oratio de laudibus sigillatim cuiusque disciplinarum (Leuven, Dirk Martens, 1513)
- Concio de diue virginis deiparae in coelum assumptione (Leuven, Dirk Martens, 1514)
- Dialogus in quo Venus & Cupido omnes adhibent versutias... (Leuven, Dirk Martens, 1514)
- Oratio in praelectionem epistularum diui Pauli (Antwerpen, 1519, Basel 1520)